# ハーパー郡 (カンザス州)
ハーパー郡（英: Harper County）は、アメリカ合衆国カンザス州の南部に位置する郡である。2010年国勢調査での人口は6,034人であり、2000年の6,536人から7.7%減少した。郡庁所在地はアンソニー市（人口2,269人）であり、同郡で人口最大の都市でもある。郡名は、1863年にアーカンソー州ウォルドロン近くで負傷し死亡したカンザス第2騎兵隊のマリオン・ハーパー軍曹に因んで名付けられた。

## 歴史

### 19世紀
ハーパー郡の最初の政府組織は、郡政府の中でも最大級の不正行為だった。1873年、3人の男達がハーパー郡を組織し、郡庁所在地として架空の都市「ブラフシティ」を指定した。組織認知のための請願書には郡住人の代表としてシンシナティの電話帳に載っていた幾人かの名前を使った。1874年、カンザス州検事総長が調査に乗り出し、それらの名前のどれも住人ではないことを見つけた。郡の「設立者達」は4万ドル相当の債券を売り捌いていた。
ハーパー郡への入植は1877年が始まりであり、1878年に2回目の組織化が行われた。ブラフシティはその存在を証明できなかったので、アンソニーの町が暫定郡庁所在地に指定された。1879年の住民投票で、郡内法定投票者800人のところを2,960票が投じたられたが、アンソニーが郡庁所在地に選ばれた。

## 法と政府
ハーパー郡はアルコールを禁じる、すなわち「ドライ」の郡だったが、1986年にカンザス州憲法が修正され、住民は2006年の投票で個人が嗜むアルコール飲料の販売を承認した。ただし、食料販売量の30%までという制限が付いた。

## 地理
アメリカ合衆国国勢調査局に拠れば、郡域全面積は802.95平方マイル (2,079.6 km2)であり、このうち陸地は801.44平方マイル (2,075.7 km2)、水域は1.51平方マイル (3.9 km2)で水域率は0.19%である。

### 隣接する郡
- キングマン郡 - 北
- サムナー郡 - 東
- グラント郡 (オクラホマ州) - 南東
- アルファルファ郡 (オクラホマ州) - 南西
- バーバー郡 - 西

## 人口動態

人口ピラミッド

以下は2000年の国勢調査による人口統計データである。
| 基礎データ - 人口: 6,536人 - 世帯数: 2,773 世帯 - 家族数: 1,807 家族 - 人口密度: 3人/km2（8人/mi2） - 住居数: 3,270軒 - 住居密度: 2軒/km2（4軒/mi2） 人種別人口構成 - 白人: 97.23% - アフリカン・アメリカン: 0.23% - ネイティブ・アメリカン: 0.83% - アジア人: 0.14% - 太平洋諸島系: 0.02% - その他の人種: 0.38% - 混血: 1.18% - ヒスパニック・ラテン系: 1.07% 年齢別人口構成 - 18歳未満: 24.7% - 18-24歳: 6.6% - 25-44歳: 22.0% - 45-64歳: 23.5% - 65歳以上: 23.2% - 年齢の中央値: 43歳 - 性比（女性100人あたり男性の人口） - 総人口: 93.7 - 18歳以上: 91.4 | 世帯と家族（対世帯数） - 18歳未満の子供がいる: 27.7% - 結婚・同居している夫婦: 55.3% - 未婚・離婚・死別女性が世帯主: 6.9% - 非家族世帯: 34.8% - 単身世帯: 32.1% - 65歳以上の老人1人暮らし: 17.9% - 平均構成人数 - 世帯: 2.30人 - 家族: 2.90人 収入と家計 - 収入の中央値 - 世帯: 29,776米ドル - 家族: 39,866米ドル - 性別 - 男性: 27,869米ドル - 女性: 20,000米ドル - 人口1人あたり収入: 16,368米ドル - 貧困線以下 - 対人口: 11.6% - 対家族数: 8.5% - 18歳未満: 15.7% - 65歳以上: 7.7% |

## 都市と町

### 法人化された都市
都市名の後の数字は2010年国勢調査での人口を示す。
- アンソニー, 2,269 - 郡庁所在地
- ハーパー, 1,473
- アッティカ, 626
- ブラフシティ, 65
- ダンビル, 38
- ウォルドロン, 11
- フリーポート, 5

## 郡区
ハーパー郡は6の郡区に分けられている。アンソニー市とハーパー市は「政治的に独立」と見なされ、下記郡区の数字からは外されている。下表で「人口中心」は最大都市であり、特に大きな数字でなければ、郡区の人口に含まれるものである。
| 郡区 | FIPSコード | 人口中心 | 人口  | 人口密度 /km2 (/sq mi) | 陸地面積 km2 (sq mi) | 水域 km2 (sq mi) | 水域率(%) | 座標                                                              |
| --- | ---------- | -------- | ----- | ---------------------- | -------------------- | ---------------- | --------- | ----------------------------------------------------------------- |
| 第1郡区                                                                                                 | 71201      |          | 1,000 | 2 (6)                  | 468 (181)            | 1 (0)            | 0.12%     | 北緯37度15分23秒 西経98度14分0秒 / 北緯37.25639度 西経98.23333度  |
| 第2郡区                                                                                                 | 71205      |          | 144   | 0 (1)                  | 363 (140)            | 1 (0)            | 0.23%     | 北緯37度4分23秒 西経98度14分22秒 / 北緯37.07306度 西経98.23944度  |
| 第3郡区                                                                                                 | 71209      |          | 394   | 1 (3)                  | 383 (148)            | 2 (1)            | 0.44%     | 北緯37度7分58秒 西経98度2分7秒 / 北緯37.13278度 西経98.03528度    |
| 第4郡区                                                                                                 | 71213      |          | 232   | 1 (2)                  | 297 (115)            | 0 (0)            | 0.06%     | 北緯37度7分2秒 西経97度51分45秒 / 北緯37.11722度 西経97.86250度   |
| 第5郡区                                                                                                 | 71217      |          | 463   | 2 (4)                  | 277 (107)            | 0 (0)            | 0.16%     | 北緯37度15分47秒 西経97度56分23秒 / 北緯37.26306度 西経97.93972度 |
| 第6郡区                                                                                                 | 71221      |          | 296   | 1 (3)                  | 280 (108)            | 0 (0)            | 0.06%     | 北緯37度20分26秒 西経97度58分17秒 / 北緯37.34056度 西経97.97139度 |
| Sources: “Census 2000 U.S. Gazetteer Files”. U.S. Census Bureau, Geography Division. 2012年4月1日閲覧。 |            |          |       |                        |                      |                  |           |                                                                   |

## 教育

### 統一教育学区
- アンソニー・ハーパー USD 361
- アッティカ USD 511